# Городское поселение Икша
Городское поселение И́кша — упразднённое муниципальное образование со статусом городского поселения в Дмитровском районе Московской области Российской Федерации.

## Общие сведения
Образовано согласно Закону Московской области от 28 февраля 2005 года № 74/2005-ОЗ, включило посёлок городского типа Икша (административный центр) и ещё 12 населённых пунктов позже упразднённого Белорастовского сельского округа. 19 мая 2018 года упразднено с включением в состав новообразованного Дмитровского городского округа.
Граничит с Габовским сельским поселением, городскими поселениями Деденево, Дмитров, Некрасовский, а также Федоскинским сельским поселением Мытищинского района.
Площадь территории городского поселения составляет 7237 га (72,37 км²).
Глава городского поселения — Лапицкая Надежда Петровна. Адрес администрации: 141860, Московская область, Дмитровский район, рабочий посёлок Икша, ул. Икшанская, д. 8.

## Население
| 2006  | 2007  | 2008  | 2009  | 2010  | 2011  |
| ----- | ----- | ----- | ----- | ----- | ----- |
| 5808  | ↘5539 | ↘3677 | ↗5576 | ↗5793 | ↗6113 |
| 2012  | 2013  | 2014  | 2015  | 2016  | 2017  |
| →6113 | ↗6139 | ↗6275 | ↗6304 | ↗6337 | ↘6325 |
| 2018  |       |       |       |       |       |
| ↗6337 |       |       |       |       |       |

## Состав поселения
Муниципальное образование городское поселение Икша в существующих границах было образовано на основании закона Московской области «О статусе и границах Дмитровское муниципального района и вновь образованных в его составе муниципальных образований». В его состав вошли 13 населённых пунктов:
| Вид             | Наименование                  | Население, чел. (2010) |
| --------------- | ----------------------------- | ---------------------- |
| деревня         | Базарово                      | 104                    |
| село            | Белый Раст                    | 141                    |
| деревня         | Ермолино                      | 69                     |
| деревня         | Зараменье                     | 23                     |
| рабочий посёлок | Икша                          | 3796                   |
| деревня         | Кузяево                       | 29                     |
| деревня         | Лупаново                      | 96                     |
| деревня         | Малая Черная                  | 186                    |
| деревня         | Никольское                    | 79                     |
| посёлок         | опытного хозяйства «Ермолино» | 1334                   |
| деревня         | Спас-Каменка                  | 9                      |
| деревня         | Тефаново                      | 1                      |
| деревня         | Хорошилово                    | 1                      |